# Congresso Indiano de Natal
O Congresso Indiano de Natal (nomeado em referência a colônia de Natal e ao Congresso Nacional Indiano) foi um grupo de defesa dos povos locais imigrantes na África do Sul no final do século XIX e foi inicialmente liderado por Mohandas Karamchand Gandhi como Secretário-Geral. 
Em 1894, Gandhi, com a ajuda do Congresso Indiano de Natal que fundou, organizou a resistência entre os imigrantes indianos contra leis discriminatórias, como a privação do direito de voto. Em 1919, o NIC tornou-se parte do Congresso Indiano da África do Sul, permanecendo como uma suborganização até o fim do apartheid.
Na década de 1950, a Congresso Indiano Sul-Africano aliou-se ao Congresso Nacional Africano, com a participação dos membros do Congresso Nacional Indiano Monty Naicker, Mosie Moola e Abdulhay Jassat. O Congresso Nacional Indiano também participou da fundação da Frente Democrática Unida em 1983. 